# 碳酸镱
碳酸镱是一种无机化合物，化学式为Yb2(CO3)3。

## 化学性质
碳酸镱可溶于酸，放出二氧化碳：
Yb2(CO3)3 + 6 H+ → 2 Yb3+ + 3 H2O + 3 CO2↑
碳酸镱在高温下分解，生成氧化镱：
Yb2(CO3)3 → Yb2O3 + 3 CO2↑